# Jetix Play
 (juillet 2025).
Si vous disposez d'ouvrages ou d'articles de référence ou si vous connaissez des sites web de qualité traitant du thème abordé ici, merci de compléter l'article en donnant les références utiles à sa vérifiabilité et en les liant à la section « Notes et références ».
Jetix Play initialement Fox Kids Play, propriété du groupe américaine The Walt Disney Company depuis le rachat de la chaîne Fox Kids. La chaîne est lancée en novembre 2001, avec une programmation axée sur les dessins-animés et films d'animation. La chaîne est commercialisée en Bulgarie, Croatie, Pologne, Roumanie, Russie, Serbie, Turquie, Kazakhstan et en Ukraine. Jetix Play remplace Fox Kids Play, le 1er janvier 2005. La version anglophone de la chaîne Jetix Play est diffusée en Bulgarie, République tchèque, Slovaquie, Lituanie, Lettonie, Serbie, Estonie et en Israël.
En France, Fox Kids Play est la dénomination d'un service interactif diffusé sur Canalsatellite, proposant des jeux concernant les séries de Fox Kids.

## Programmes sur Jetix Play

### Série télévisée d'animation
- Bad Dog
- Capitaine Flamingo
- Diplodo
- Eek! Le chat
- Gadget et les Gadgetinis
- Jin Jin and Panda Patrol (Titre VO)
- Life with Louie (Titre VO)
- Little Wizards (Titre VO)
- Peter Pan et les Pirates
- Princesse Sissi
- The Kids from Room 402 (Titre VO)
- The Secret Files of the Spy Dogs (Titre VO)
- The Terrible Thunderlizards (Titre VO)
- The Tofus (Titre VO)
- Achille Talon
- Wounchpounch

### Anciens programmes
- Les aventures d'Oliver Twist
- Adventures of the Little Mermaid
- Blondine au pays de l'arc-en-ciel
- Bobby's World
- Camp Candy
- Denis la Malice
- Saban's Gulliver's Travels
- Les Aventures de Carlos
- Les Entrechats
- Huckleberry Finn
- Inspecteur Gadget
- Jim Bouton
- Journey to the Heart of the World
- Lady Lovely Locks
- Les Amichaines
- Little Bits
- Little Mouse on the Prairie
- Les Nouvelles Aventures de Pinocchio
- Les Sylvaniens
- Princesse Tenko
- The Littles
- The Why Why Family